# エリンバー
エリンバー（英語：Elinvar）とは、温度変化による弾性の変化が小さい特徴を持つ合金の事を指す。語源は、フランス語で弾性不変を意味する「élasticité invariable」の略語、「élinvar」から来ている。日本では、恒弾性合金、弾性不変鋼という別称で呼ばれることがある。高価な90Pt-10Ir メートル原器に代わる安価なメートル2次原器として使用された。
成分例は重量% : 36Ni-12Cr-Fe , 36Ni-9Cr-Fe , 42Ni-5.5Cr-Ti-Fe , 43Ni-5Cr-3Ti-Co-Fe
原理は、縦弾性係数の温度変化ΔEと、剛性率の温度変化ΔGの効果によって、弾性の変化が実用上ほぼ0になる為である。温度で弾性が変化しないことから、精密機器、時計、センサー類のばねなどに利用される。

## 歴史
1920年にフランスの化学者シャルル・エドゥアール・ギヨームによる、鉄に36 %のニッケル、12 %のクロムを加えた合金発見を最初に、各種素材を使ったエリンバー特性を持つ合金の研究は行われることとなった。